# Ревкевич Богдан Йосипович
Ревкевич Богдан Йосипович (30 січня 1980 року, м. Дрогобич) – український актор та режисер-постановник, викладач акторської майстерності в ЛНУ ім. І. Франка.

## Життєпис
Народився 30 січня 1980 року в місті Дрогобич Львівської області, де і провів дитинство.
В 1999 році закінчив Бориславське Медичне училище, проте згодом переїхав до Львова, щоб навчатись в ЛНУ ім. І. Франка, де в 2003 році з відзнакою закінчив курс народного артиста України, професора Богдана Козака за спеціальністю актор театру та кіно. 
З 2003 року почав працювати актором в Національному академічному українському драматичному театрі імені Марії Заньковецької, де згодом почав поєднувати режисерську діяльність з акторською.
В 2008 отримав диплом магістра з відзнакою після закінчення курсу народного артиста України, професора Федора Стригуна на кафедрі режисури в ЛНУ ім. І. Франка.
В 2021 році починає працювати викладачем акторської майстерності в Львівському національному університеті імені Івана Франка на своєму курсі.
В 2022 офіційно отримав посаду режисера-постановника в театрі ім. Марії Заньковецької.

## Режисерська діяльність

### Театральні постановки[1]
Національний Академічний Драматичний театр ім. Марії Заньковецької
- «Сліпе щастя» М. Марін’є – режисер-постановник (2006)
- «Безіменна зірка» М. Себастьян – режисер-постановник (2007)
- «Два дні… Дві ночі…» (за мотивами «Вестсайдська історія» А. Лоренте, дипломна вистава) – режисер-постановник (2008)
- «Полліанна» Е. Портер (інсценівка Б. Ревкевича) – режисер-постановник (2010)
- «Катерина» Т. Шевченко (інсценівка Б.Ревкевича) – режисер-постановник (2012)
- «Дивоквітка» Н. Боймук (2014)
- «Труффальдіно з Бергамо» (за мотивами «Слуга двох панів» К. Ґольдоні) – режисер-постановник (2017)
- «До тебе в сни…» (за поезіями А. Дмитрук, Л. Костенко, інсценівка Б. Ревкевич) – режисер-постановник (2019)
- «#Антонич_Ми» Н. Боймук – режисер-постановник (2020)
- «Сатисфакція» В. Шекспір – асистент режисера (2020)
- «Львівське танго» А. Бондаренко, Н. Боймук – режисер-постановник (2022)
- «Дами і Гусари» А. Фредро (2023)

Чернігівський молодіжний театр
- «Полліанна» Е. Портер – режисер-постановник (2012)
- «Безіменна зірка» М. Себастьян – режисер-постановник (2013)

Театр «Око»
- «Ассо та Піаф» О. Миколайчук-Низовець – режисер-постановник (2018)

Донецький академічний обласний драматичний театр (м. Маріуполь)
- «Косметика ворога» А. Нотомб – режисер-постановник (2024)

Перший академічний український театр для дітей та юнацтва
- Різдвяна вистава «Джереґеля. Коляда» – режисер-постановник (2024)

### Концерти[1]
Національний Академічний Драматичний театр ім. Марії Заньковецької
- «Мелодії літньої ночі» – режисер-постановник (2013)
- «Мелодії серця» – режисер-постановник (2014)
- «#Україна.Майдан.Пам’ятаємо!» Н. Боймук – режисер-постановник (2022)
- «Тільки у Львові» Н. Боймук – режисер-постановник (2023)
- Різдвяний концерт «Якось на Святвечір» Н. Боймук – режисер-постановник (2023)

### Інші проєкти
- Короткометражний фільм «Сліпий» Т. Шевченко (сценарій Б. Ревкевич) (2017)[2]

- Благодійні вистави - казки, ініційовані компанією «Київстар» (2012 - 2019):
  - «Різдво у скрині» Н. Боймук
  - «Лист до Святого Миколая» Н. Боймук
  - «Промінчики Різдвяної зірки» Н. Боймук
  - «Чарівна кутя» Н. Боймук
  - «Ялинка від лісовичків» Н. Боймук
  - «Поверніть сніг» Н. Боймук
- Перший фестиваль середньовічної української культури «Тустань 2008»

## Акторська діяльність

### Національний Академічний Драматичний театр ім. Марії Заньковецької[1]
- «Мізантроп» Е. Лабіш – Машавуан
- «Нора» Г. Ібсен – адвокат Крогстад
- «Оргія» Леся Українка – Хілон
- «Арт» Ясміна Реза – Марк
- «Івасик-Телесик» Інсценівка О. Огородника – Івасик
- «Візит літньої пані» Ф. Дюрренматт – син Іля
- «Акорди» Г. Меріям – Музика
- «Хелемські мудреці» М. Гершензон – Хойзек дурень
- «Сава Чалий» І. Карпенко-Карий – Джура, Гаврило
- «Пітер Пен» Д. Баррі – Пітер
- «Шаріка» Я. Барнич – хорунжий Тарас Лапка
- «Ісус, син Бога живого» В. Босович – апостол Пилип, апостол Яків Алфіїв
- «Сільва» І. Кальман – Церенту
- «Комедіанти» А. Баранга – режиссер Фанаке
- «Суботня вечеря» Шолом-Алейхем – Арончик
- «Дама з камеліями» А. Дюма-син – Гюстав
- «Небилиці про Івана…» І. Миколайчук – Чистий злидар
- «Останній гречкосій» О. Огородник – Едік
- «Віяло леді Віндермір» О. Уайльд – Містер  Гоппер
- «Безіменна зірка» М. Себастьян – начальник станції
- «По щучому велінню» М. Кропивницький – Хома
- «Різдвяна ніч» М. Старицький – Тиміш, товариш Вакули
- «Голий король» Євген Шварц – Христіан
- «Ревізор» Микола Гоголь – Свистунов
- «Марія Заньковецька» Іван Рябокляч – Панас Саксаганський
- «Гуцульський рік» Гнат Хоткевич – Микула
- «З життя комах» К. Чапек – Винахідник
- «Фредерік або Бульвар злочину» Е. Е. Шмітт – Кюссоне
- «Сатисфакція» В. Шекспір – Граціано
- «Буна» В. Маковій – Митро
- «Злодій» В. Стефаник – Максим
- «Кассандра» Л. Українка – Гелен

### Фільмографія[3]
- Блакитний місяць (2002)
- Срібна Земля. Хроніка Карпатської України 1919—1939 (2012)
- Ефір (2018)
- Джулія Блу (2018)

## Участь у фестивалях
- 2007 рік – Фестиваль молодої режисури «Тернопільські театральні вечори. Дебют» – вистава «Безіменна зірка» М. Себастьяна отримала премії за режисерський дебют (Богдан Ревкевич), кращу головну жіночу роль (Наталія Боймук) та кращу чоловічу роль другого плану (Назарій Московець)
- 2009 рік – VII Театральний фестиваль «Прем’єри сезону–2009» в Івано-Франківську – вистава «Два дні… Дві ночі…» Б. Ревкевича за В. Шекспіром перемогла у 3-х номінаціях: кращий режисерський дебют (Богдан Ревкевич), краща чоловіча роль другого плану (Рифф – Юрій Хвостенко), краще хореографічне рішення (Олена Балаян)
- 2012 рік – Фестиваль молодої режисури «Тернопільські театральні вечори. Дебют-2012» – вистава «Полліанна» Е. Портер перемогла в чотирьох номінаціях: за режисуру, головну жіноча роль (Полліанна – Наталія Боймук), жіночу роль другого плану (Місіс Сноу – народна артистка України Дарія Зелізна), музичне оформлення (композитор Богдан Сегін)
- 2013 рік – Лауреат ІІ фестивалю молодої режисури імені Леся Курбаса з виставою «Катерина» Т. Шевченка;
- 2013 рік – ХІ Всеукраїнський фестиваль «Тернопільські театральні вечори. Дебют» – Диплом за режисуру І ступеня за виставу «Катерина» Т. Шевченка. Також вистава відзначена ще у трьох номінаціях: «акторський ансамбль», «музичне оформлення», «сценографія»